# Before the Dying of the Light
Before the Dying of the Light (español: Antes de que muera la luz) es un documental de 2020 dirigido y producido por el cineasta marroquí Ali Essafi.

## Synopsis
El documental relata la revolución del cine de vanguardia marroquí en la década de los 70, bajo el reinado represivo de Hassan II, a través de un collage de imágenes de archivo, carteles y portadas de revistas, música de jazz y animaciones.

## Premios y reconocimientos
| Premio                                                  |          |
| ------------------------------------------------------- | -------- |
| Premio ReFrame del IDFA por el uso creativo del archivo | Nominado |
| Premio IDFA al mejor documental de media duración       | Nominado |